# Барон Эбери
Барон Эбери из Эбери Манор в графстве Мидлсекс — наследственный титул в системе Пэрства Соединенного Королевства. С 1999 года титул барона Эбери является вспомогательным титулом графов Уилтон.

## История
Титул барона Эбери был создан 15 сентября 1857 года для политика-вига, лорда Роберта Гровенора (1801—1893). Он был третьим сыном Роберта Гровенора, 1-го маркиза Вестминстера (1767—1845), и его жена леди Элеонора Эгертон, дочь Томаса Эгертона, 1-го графа Уилтона (1749—1814). лорд Томас Гровенор (1799—1882), старший брат Роберта, унаследовал в 1814 году титул 2-го графа Уилтона после смерти своего деда по материнской линии, Томаса Эгертона, 1-го графа Уилтона. Роберт Гровенор заседал в Палате общин от Шефтсбери (1822—1826), Честера (1826—1847) и Мидлсекса (1847—1857), а также занимал должности контролера королевского двора (1830—1834), казначея королевского двора (1846—1847) и старшего члена Тайного совета Великобритании (1883—1893).
Лорду Эбери наследовал его старший сын, Роберт Уэллсли Гровенор, 2-й барон Эбери (1834—1918). Он представлял Вестминстер в Палате общин от либеральной партии (1865—1874). Его внук, Роберт Эгертон Гровенор, 5-й барон Эбери (1914—1957), занимал пост лорда в ожидании (правительственного «кнута» в Палате лордов) в консервативном правительстве Невилла Чемберлена в 1939—1940 годах. В 1999 году его старший сын, Фрэнсис Эгертон Гровенор, 6-й барон Эбери (род. 1934), унаследовал титул 8-го графа Уилтона после смерти своего кузена, Сеймура Уильяма Артуар Джона Эгертона, 7-го графа Уилтон (1921—1999).
Достопочтенный Норман Гровенор (1845—1898), младший сын первого барона, заседал в Палате общин от Честера (1869—1874).

## Бароны Эбери (1857)
- 1857—1893: Роберт Гровенор, 1-й барон Эбери (24 апреля 1801 — 18 ноября 1893), третий сын Роберта Гровенора, 1-го маркиза Вестминстера (1767—1845)[1].
- 1893—1918: Роберт Уэллсли Гровенор, 2-й барон Эбери (25 января 1834 — 13 ноября 1918), старший сын предыдущего[2].
- 1918—1921: Роберт Виктор Гровенор, 3-й барон Эбери (28 июня 1868 — 5 ноября 1921), старший сын предыдущего[3].
- 1921—1932: Фрэнсис Эгертон Гровенор, 4-й барон Эбери (8 сентября 1883 — 15 мая 1932), четвертый сын 2-го барона Эбери, младший брат предыдущего[4].
- 1932—1957: Роберт Эгертон Гровенор, 5-й барон Эбери (8 февраля 1914 — 5 мая 1957), единственный сын предыдущего[5].
- 1957 — н. в.: Фрэнсис Эгертон Гровенор, 8-й граф Уилтон, 6-й барон Эбери (род. 8 февраля 1934), старший сын предыдущего от первого брака[6].

О последующих баронах Эбери, их наследниках и остальном — в статье граф Уилтон.